# Lutz Zauber

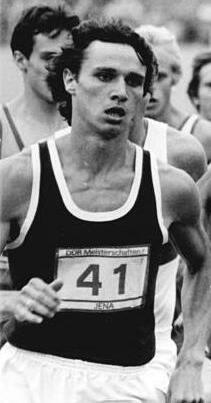
Lutz Zauber im 800-Meter-Lauf bei den DDR-Meisterschaften 1981

Lutz Zauber (* 9. August 1958 in Berlin) ist ein ehemaliger deutscher Leichtathlet, der vier Meistertitel der Deutschen Demokratischen Republik (DDR) gewann.
Zauber trat 1977 bei den Junioreneuropameisterschaften an und belegte im 1500-Meter-Lauf den zwölften Platz. In der Hallensaison 1978 wurde er Vizemeister der DDR hinter Jürgen Straub, 1979 belegte er den dritten Platz. 1981 erreichte er in der Halle erneut den zweiten Platz, diesmal hinter Günther Ruth. Bei den DDR-Meisterschaften im Crosslauf gewann Zauber 1981 auf der Mittelstrecke seinen ersten Meistertitel. 1982 siegte Zauber bei den DDR-Hallenmeisterschaften über 1500 Meter und verteidigte diesen Titel ein Jahr später. 1983 siegte er einen Monat nach seinem Hallentitel auch im Crosslauf. In der Freiluftsaison konnte sich Zauber nie recht durchsetzen, von 1981 bis 1983 belegte er dreimal den vierten Platz bei den DDR-Meisterschaften über 1500 Meter, im 800-Meter-Lauf war ein fünfter Rang 1982 seine beste Platzierung. Insgesamt elfmal startete Zauber im Nationaltrikot, darunter war allerdings keine Teilnahme an großen internationalen Meisterschaften.
Lutz Zauber trat für den SC Dynamo Berlin an. Bei einer Körpergröße von 1,81 m betrug sein Wettkampfgewicht 68 kg. Zauber heiratete die Mittelstrecklerin Angelika Kuhse, beider Sohn Falko Zauber ist ebenfalls Leichtathlet.

## Bestzeiten
- 800 m: 1:47,47 min, 18. August 1982, Potsdam
- 1000 m: 2:17,0 min, 26. Mai 1982, Berlin
- 1500 m: 3:39,49 min, 19. August 1981, Zürich
  - Halle: 3:38,84 min, 20. Februar 1982, Budapest